# Copa do Mundo FIFA de Futebol Feminino Sub-20
A Copa do Mundo de Futebol Feminino Sub-20 é uma competição internacional oficial de futebol feminino da categoria sub-20, para futebolistas de até 20 anos, organizado pela Federação Internacional de Futebol (FIFA).
O torneio é realizado em anos pares. Foi disputado pela primeira vez em 2002, no Canadá, com o nome Campeonato Mundial Feminino FIFA Sub-19 já que o limite de idade para as jogadoras era de até 19 anos. Em 2006, na Rússia, o limite de idade passou para 20 anos e permanece assim até os dias atuais. O evento foi renomeado de Campeonato Mundial para Copa do Mundo pouco antes do início da edição de 2008, fazendo seu nome condizente com outras competições mundiais da FIFA para seleções nacionais.
A partir da edição de 2010, os torneios passaram a ser realizados um ano antes da Copa do Mundo Feminina da FIFA e são atribuídas no âmbito do processo de licitação para a Copa do Mundo Feminina. A Copa do Mundo Feminina Sub-20 serve como um ensaio para o país anfitrião da Copa do Mundo Feminina, um papel semelhante ao da Copa das Confederações FIFA no futebol masculino.

## Classificação
| Confederação                                  | Competição                               |
| --------------------------------------------- | ---------------------------------------- |
| AFC (Ásia)                                    | Campeonato Asiático Feminino Sub-19      |
| CAF (África)                                  | Campeonato Africano Feminino Sub-20      |
| CONCACAF (América do Norte, Central e Caribe) | Campeonato da CONCACAF Feminino Sub-20   |
| CONMEBOL (América do Sul)                     | Campeonato Sul-Americano Feminino Sub-20 |
| OFC (Oceania)                                 | Campeonato da Oceania Feminino Sub-20    |
| UEFA (Europa)                                 | Campeonato Europeu Feminino Sub-19       |

## História

### 2002–2006
O primeiro Campeonato mundial feminino juvenil, nomeado como Copa do Mundo de Futebol Feminino Sub-19 de 2002, foi realizado com um limite de idade de 19 anos, sendo realizado no Canadá. A final, disputada no Estádio Commonwealth, em Edmonton, teve a presença de uma surpreendentemente grande multidão de espectadores, 47 mil pessoas assistiram os anfitriões jogarem com os Estados Unidos. A Seleção Norte Americana derrotou o Canadá por 1–0 com um gol de ouro de Lindsay Tarpley. Do time canadense Christine Sinclair foi eleita a craque da competição (Bola de Ouro) e também o prêmio como artilheira (Chuteira de Ouro) com 10 gols marcados.
A Copa do Mundo de Futebol Feminino Sub-19 de 2004 foi realizada na Tailândia. Pela segunda vez consecutiva, os atuais campeãs da Copa do Mundo adulta também se sagraram as campeãs na base, no caso deste ano a Alemanha. A Bola de Ouro foi para a brasileira Marta enquanto que pela segunda vez a Chuteira de Ouro foi para uma canadense, desta vez para Brittany Timko.
Para 2006, a FIFA elevou o limite de idade do campeonato feminino para 20 anos, assim como o campeonato masculino, começando com a Copa do Mundo de Futebol Feminino Sub-20 de 2006, realizada na Rússia, de 17 de agosto a 3 de setembro. A competição foi disputada em quatro estádios de Moscou (Dínamo, Lokomotiv, Podmoskovie e Eduard Streltsov) e um em São Petersburgo (Estádio Petrovsky). A Coreia do Norte venceu por 5–0 a China na final e sagrou-se a campeã. A chinesa Ma Xiaoxu foi eleita a craque do campeonato e também ficando com a artilharia, após marcar cinco gols ao longo dos jogos.

### 2008–2012
A Copa do Mundo de Futebol Feminino Sub-20 de 2008 foi realizada no Chile, de 20 de novembro a 7 de dezembro de 2008. Seis anos depois de ganhar seu primeiro campeonato a nível juvenil em 2002, os Estados Unidos recuperaram o troféu com uma vitória por 2–1 sobre a atual campeã Coreia do Norte. A Bola de Ouro e a Chuteira de Ouro foram para Sydney Leroux dos Estados Unidos.
A edição do torneio de 2010 foi realizada na Alemanha, e foi disputada de 13 de julho a 1 de agosto. A seleção anfitriã derrotou a Nigéria na final por 2–0, conquistando assim o seu segundo campeonato. Foi a primeira vez que um país africano avançou além das semifinais. Foi também o primeiro torneio em que quatro confederações diferentes estavam representadas nas semifinais. A Bola de Ouro e a Chuteira de Ouro foram para Alexandra Popp da Alemanha.
Na edição do torneio disputada no Japão em 2012, os dois maiores vencedores da competição fizeram a final. Seria o tira teima para saber que seria o maior campeão, Alemanha e Estados Unidos com dois títulos cada até então. Na final, com um gol de Kealia Ohai aos 44 minutos de jogo, os Estados Unidos venceram por 1–0 e conquistaram o seu terceiro título. Kim Un-hwa da Coreia do Norte foi a Chuteira de Ouro e Dzsenifer Marozsán da Alemanha a Bola de Ouro.

## Edições
| Ano           | Sede                                                                           |                                                                                | Final                                                                          | Final                                                                          | Final                                                                          |                                                                                | Disputa do terceiro lugar                                                      | Disputa do terceiro lugar                                                      | Disputa do terceiro lugar                                                      |
| Ano           | Sede                                                                           | Campeão                                                                        | Placar                                                                         | Vice-campeão                                                                   | Terceiro lugar                                                                 | Placar                                                                         | Quarto lugar                                                                   |                                                                                |                                                                                |
| ------------- | ------------------------------------------------------------------------------ | ------------------------------------------------------------------------------ | ------------------------------------------------------------------------------ | ------------------------------------------------------------------------------ | ------------------------------------------------------------------------------ | ------------------------------------------------------------------------------ | ------------------------------------------------------------------------------ | ------------------------------------------------------------------------------ | ------------------------------------------------------------------------------ |
| 2002 detalhes | Canadá                                                                         | Estados Unidos                                                                 | 1 – 0 (m.s.)                                                                   | Canadá                                                                         | Alemanha                                                                       | 1 – 1 4 – 3 (pen)                                                              | Brasil                                                                         |                                                                                |                                                                                |
| 2004 detalhes | Tailândia                                                                      | Alemanha                                                                       | 2 – 0                                                                          | China                                                                          | Estados Unidos                                                                 | 3 – 0                                                                          | Brasil                                                                         |                                                                                |                                                                                |
| 2006 detalhes | Rússia                                                                         | Coreia do Norte                                                                | 5 – 0                                                                          | China                                                                          | Brasil                                                                         | 0 – 0 (pro) 6 – 5 (pen)                                                        | Estados Unidos                                                                 |                                                                                |                                                                                |
| 2008 detalhes | Chile                                                                          | Estados Unidos                                                                 | 2 – 1                                                                          | Coreia do Norte                                                                | Alemanha                                                                       | 5 – 3                                                                          | França                                                                         |                                                                                |                                                                                |
| 2010 detalhes | Alemanha                                                                       | Alemanha                                                                       | 2 – 0                                                                          | Nigéria                                                                        | Coreia do Sul                                                                  | 1 – 0                                                                          | Colômbia                                                                       |                                                                                |                                                                                |
| 2012 detalhes | Japão                                                                          | Estados Unidos                                                                 | 1 – 0                                                                          | Alemanha                                                                       | Japão                                                                          | 2 – 1                                                                          | Nigéria                                                                        |                                                                                |                                                                                |
| 2014 detalhes | Canadá                                                                         | Alemanha                                                                       | 1 – 0 (pro)                                                                    | Nigéria                                                                        | França                                                                         | 3 – 2                                                                          | Coreia do Norte                                                                |                                                                                |                                                                                |
| 2016 detalhes | Papua-Nova Guiné                                                               | Coreia do Norte                                                                | 3 – 1                                                                          | França                                                                         | Japão                                                                          | 1 – 0                                                                          | Estados Unidos                                                                 |                                                                                |                                                                                |
| 2018 detalhes | França                                                                         | Japão                                                                          | 3 – 1                                                                          | Espanha                                                                        | Inglaterra                                                                     | 1 – 1 (pro) 4 – 2 (pen)                                                        | França                                                                         |                                                                                |                                                                                |
| 2020          | Adiado para 2021 e posteriormente cancelado por conta da pandemia de COVID-19. | Adiado para 2021 e posteriormente cancelado por conta da pandemia de COVID-19. | Adiado para 2021 e posteriormente cancelado por conta da pandemia de COVID-19. | Adiado para 2021 e posteriormente cancelado por conta da pandemia de COVID-19. | Adiado para 2021 e posteriormente cancelado por conta da pandemia de COVID-19. | Adiado para 2021 e posteriormente cancelado por conta da pandemia de COVID-19. | Adiado para 2021 e posteriormente cancelado por conta da pandemia de COVID-19. | Adiado para 2021 e posteriormente cancelado por conta da pandemia de COVID-19. | Adiado para 2021 e posteriormente cancelado por conta da pandemia de COVID-19. |
| 2022 detalhes | Costa Rica                                                                     |                                                                                | Espanha                                                                        | 3 – 1                                                                          | Japão                                                                          |                                                                                | Brasil                                                                         | 4 – 1                                                                          | Países Baixos                                                                  |
| 2024 detalhes | Colômbia                                                                       | Coreia do Norte                                                                | 1 – 0                                                                          | Japão                                                                          | Estados Unidos                                                                 | 2 – 1 (pro)                                                                    | Países Baixos                                                                  |                                                                                |                                                                                |
| 2026 detalhes | Polônia                                                                        | A definir                                                                      | –                                                                              | A definir                                                                      | A definir                                                                      | –                                                                              | A definir                                                                      |                                                                                |                                                                                |

## Títulos
| Seleção         | Títulos               | Vice-campeonatos | 3º colocado     | 4º colocado     |
| --------------- | --------------------- | ---------------- | --------------- | --------------- |
| Alemanha        | 3 (2004, 2010 e 2014) | 1 (2012)         | 2 (2002 e 2008) | —               |
| Coreia do Norte | 3 (2006, 2016 e 2024) | 1 (2008)         | —               | 1 (2014)        |
| Estados Unidos  | 3 (2002, 2008 e 2012) | —                | 2 (2004 e 2024) | 2 (2006 e 2016) |
| Japão           | 1 (2018)              | 2 (2022 e 2024)  | 2 (2012 e 2016) | —               |
| Espanha         | 1 (2022)              | 1 (2018)         | —               | —               |
| Nigéria         | —                     | 2 (2010 e 2014)  | —               | 1 (2012)        |
| China           | —                     | 2 (2004 e 2006)  | —               | —               |
| França          | —                     | 1 (2016)         | 1 (2014)        | 2 (2008 e 2018) |
| Canadá          | —                     | 1 (2002)         | —               | —               |
| Brasil          | —                     | —                | 2 (2006 e 2022) | 2 (2002 e 2004) |
| Coreia do Sul   | —                     | —                | 1 (2010)        | —               |
| Inglaterra      | —                     | —                | 1 (2018)        | —               |
| Países Baixos   | —                     | —                | —               | 2 (2022 e 2024) |
| Colômbia        | —                     | —                | —               | 1 (2010)        |

### Por confederação
| Equipes  | Títulos                     | Vice                              | Terceiro                    | Quarto                      |
| -------- | --------------------------- | --------------------------------- | --------------------------- | --------------------------- |
| AFC      | 4 (2006, 2006, 2018 e 2024) | 5 (2004, 2006, 2008, 2022 e 2024) | 3 (2010, 2012 e 2016)       | 1 (2014)                    |
| UEFA     | 4 (2004, 2010, 2014 e 2022) | 3 (2012, 2016 e 2018)             | 4 (2002, 2008, 2014 e 2018) | 4 (2008, 2018, 2022 e 2024) |
| CONCACAF | 3 (2002, 2008 e 2012)       | 1 (2002)                          | 2 (2004 e 2024)             | 2 (2006 e 2016)             |
| CAF      |                             | 2 (2010 e 2014)                   |                             | 1 (2012)                    |
| CONMEBOL |                             |                                   | 2 (2006 e 2022)             | 3 (2002, 2004 e 2010)       |

## Premiações
| Mundial               | Bola de Ouro       | Chuteira de Ouro (gols) | Luva de Ouro     | Prêmio Fair Play |
| --------------------- | ------------------ | ----------------------- | ---------------- | ---------------- |
| Canadá 2002           | Christine Sinclair | Christine Sinclair (10) | —                | Japão            |
| Tailândia 2004        | Marta              | Brittany Timko (7)      | —                | Estados Unidos   |
| Rússia 2006           | Ma Xiaoxu          | Ma Xiaoxu (5)           | —                | Coreia do Norte  |
| Chile 2008            | Sydney Leroux      | Sydney Leroux (5)       | Alyssa Naeher    | Estados Unidos   |
| Alemanha 2010         | Alexandra Popp     | Alexandra Popp (10)     | Bianca Henninger | Coreia do Sul    |
| Japão 2012            | Dzsenifer Marozsán | Kim Un-hwa (7)          | Laura Benkarth   | Japão            |
| Canadá 2014           | Asisat Oshoala     | Asisat Oshoala (7)      | Meike Kämper     | Canadá           |
| Papua-Nova Guiné 2016 | Hina Sugita        | Mami Ueno (5)           | Mylene Chavas    | Japão            |
| França 2018           | Patricia Guijarro  | Patricia Guijarro (6)   | Sandy MacIver    | Japão            |
| Costa Rica 2022       | Maika Hamano       | Inma Gabarro (8)        | Txell Font       | Japão            |
| Colômbia 2024         | Choe Il-son        | Choe Il-son (6)         | Femke Liefting   | Japão            |

## Participações por seleção
Para cada torneio, a bandeira representa o país anfitrião e o número de equipes participantes está entre parênteses.
| Seleção          | 2002 (12) | 2004 (12) | 2006 (16) | 2008 (16) | 2010 (16) | 2012 (16) | 2014 (16) | 2016 (16) | 2018 (16) | 2022 (16) | 2024 (24) | Total |
| ---------------- | --------- | --------- | --------- | --------- | --------- | --------- | --------- | --------- | --------- | --------- | --------- | ----- |
| Alemanha         | 3º        | 1º        | QF        | 3º        | 1º        | 2º        | 1º        | QF        | QF        | 1F        | QF        | 11    |
| Argentina        | •         | •         | 1F        | 1F        | •         | 1F        | •         | •         | •         | •         | OF        | 4     |
| Austrália        | QF        | QF        | 1F        | •         | •         | •         | •         | •         | •         | 1F        | 1F        | 5     |
| Áustria          | •         | •         | •         | •         | •         | •         | •         | •         | •         | •         | OF        | 1     |
| Brasil           | 4º        | 4º        | 3º        | QF        | 1F        | 1F        | 1F        | QF        | 1F        | 3º        | QF        | 11    |
| Camarões         | ×         | ×         | •         | •         | ×         | •         | ×         | •         | •         | •         | OF        | 1     |
| Canadá           | 2º        | QF        | 1F        | 1F        | •         | 1F        | QF        | 1F        | •         | 1F        | OF        | 9     |
| Chile            | •         | •         | •         | 1F        | •         | •         | •         | •         | •         | •         | •         | 1     |
| China            | •         | 2º        | 2º        | 1F        | •         | 1F        | 1F        | •         | 1F        | •         | •         | 6     |
| Colômbia         | •         | •         | •         | •         | 4º        | •         | •         | •         | •         | QF        | QF        | 3     |
| Coreia do Norte  | •         | •         | 1º        | 2º        | QF        | QF        | 4º        | 1º        | QF        | D         | 1º        | 8     |
| Coreia do Sul    | •         | 1F        | •         | •         | 3º        | QF        | QF        | 1F        | •         | 1F        | OF        | 7     |
| Costa Rica       | •         | •         | •         | •         | 1F        | •         | 1F        | •         | •         | 1F        | 1F        | 4     |
| Dinamarca        | QF        | •         | •         | •         | •         | •         | •         | •         | •         | •         | •         | 1     |
| Espanha          | •         | 1F        | •         | •         | •         | •         | •         | QF        | 2º        | 1º        | QF        | 5     |
| Estados Unidos   | 1º        | 3º        | 4º        | 1º        | QF        | 1º        | QF        | 4º        | 1F        | 1F        | 3º        | 11    |
| Fiji             | •         | ×         | •         | ×         | ×         | ×         | ×         | ×         | •         | •         | 1F        | 1     |
| Finlândia        | •         | •         | 1F        | •         | •         | •         | 1F        | •         | •         | •         | •         | 2     |
| França           | 1F        | •         | QF        | 4º        | 1F        | •         | 3º        | 2º        | 4º        | QF        | OF        | 9     |
| Gana             | ×         | ×         | •         | •         | 1F        | 1F        | 1F        | 1F        | 1F        | 1F        | 1F        | 7     |
| Haiti            | •         | •         | •         | •         | •         | •         | •         | •         | 1F        | •         | ×         | 1     |
| Inglaterra       | QF        | •         | •         | QF        | 1F        | •         | 1F        | •         | 3º        | •         | •         | 5     |
| Itália           | •         | 1F        | •         | •         | •         | 1F        | •         | •         | •         | •         | •         | 2     |
| Japão            | QF        | •         | •         | QF        | 1F        | 3º        | •         | 3º        | 1º        | 2º        | 2º        | 8     |
| Marrocos         | •         | •         | •         | ×         | ×         | •         | •         | ×         | •         | •         | 1F        | 1     |
| México           | 1F        | •         | 1F        | 1F        | QF        | QF        | 1F        | QF        | 1F        | QF        | OF        | 10    |
| Nigéria          | 1F        | QF        | QF        | QF        | 2º        | 4º        | 2º        | 1F        | QF        | QF        | OF        | 11    |
| Noruega          | •         | •         | •         | 1F        | •         | QF        | •         | •         | •         | •         | •         | 2     |
| Nova Zelândia    | •         | •         | 1F        | 1F        | 1F        | 1F        | QF        | 1F        | 1F        | 1F        | 1F        | 9     |
| Países Baixos    | •         | •         | •         | •         | •         | •         | •         | •         | QF        | 4º        | 4º        | 3     |
| Papua-Nova Guiné | •         | •         | •         | •         | •         | •         | •         | R1        | •         | •         | •         | 1     |
| Paraguai         | •         | •         | •         | •         | •         | •         | 1F        | •         | 1F        | •         | 1F        | 3     |
| RD Congo         | •         | •         | 1F        | 1F        | •         | •         | ×         | •         | ×         | •         | •         | 2     |
| Rússia           | •         | QF        | QF        | •         | •         | •         | •         | •         | •         | •         | ×         | 2     |
| Suécia           | •         | •         | •         | •         | QF        | •         | •         | 1F        | •         | •         | •         | 2     |
| Suíça            | •         | •         | 1F        | •         | 1F        | 1F        | •         | •         | •         | •         | •         | 3     |
| Tailândia        | •         | 1F        | •         | •         | •         | •         | •         | •         | •         | •         | •         | 1     |
| Taipé Chinês     | 1F        | •         | •         | •         | •         | •         | •         | •         | •         | •         | •         | 1     |
| Venezuela        | •         | •         | •         | •         | •         | •         | •         | 1F        | •         | •         | 1F        | 2     |

Legenda
| - 1º — Campeão - 2º — Vice-campeão - 3º — Terceiro lugar - 4º — Quarto lugar | - QF — Quartas de final - OF — Oitavas de final - 1F — Primeira fase, Fase de grupos - • — Não classificado | - × — Não entrou / Não existia - — Anfitrião - c — Classificado para o próximo torneio - D — Classificado, mas desistiu ou foi excluído torneio |

## Maiores goleadas
| Data                   | Cidade       | Mandante         | Placar | Visitante     |
| ---------------------- | ------------ | ---------------- | ------ | ------------- |
| 6 de setembro de 2024  | Medellín     | Fiji             | 0–11   | França        |
| 23 de agosto de 2012   | Kobe         | Coreia do Norte  | 9–0    | Argentina     |
| 13 de novembro de 2016 | Port Moresby | Papua-Nova Guiné | 0–9    | Brasil        |
| 31 de agosto de 2024   | Medellín     | Brasil           | 9–0    | Fiji          |
| 3 de setembro de 2024  | Medellín     | Fiji             | 0–9    | Canadá        |
| 5 de setembro de 2024  | Cáli         | Coreia do Norte  | 9–0    | Costa Rica    |
| 21 de agosto de 2006   | Moscou       | México           | 1–9    | Alemanha      |
| 23 de agosto de 2006   | Moscou       | Finlândia        | 0–8    | Nigéria       |
| 13 de novembro de 2004 | Bancoque     | Canadá           | 7–0    | Tailândia     |
| 2 de setembro de 2024  | Bogotá       | Japão            | 7–0    | Nova Zelândia |
| 7 de setembro de 2024  | Bogotá       | Estados Unidos   | 7–0    | Paraguai      |